# 莱帕罗什
莱帕罗什（法語：Les Paroches，法語發音：[le paʁɔʃ]）是法国默兹省的一个市镇，属于科梅尔西区。

## 地理
莱帕罗什（48°54'30"N, 5°30'50"E）面积10.24 平方千米，位于法国大東部大區默兹省，该省份为法国西北部内陆省份，北与比利时接壤，西接马恩省和阿登省，南至上马恩省和孚日省，东临默尔特-摩泽尔省。
与莱帕罗什接壤的市镇（或旧市镇、城区）包括：绍翁库尔、栋瑟夫兰、弗雷讷欧蒙、迈泽。

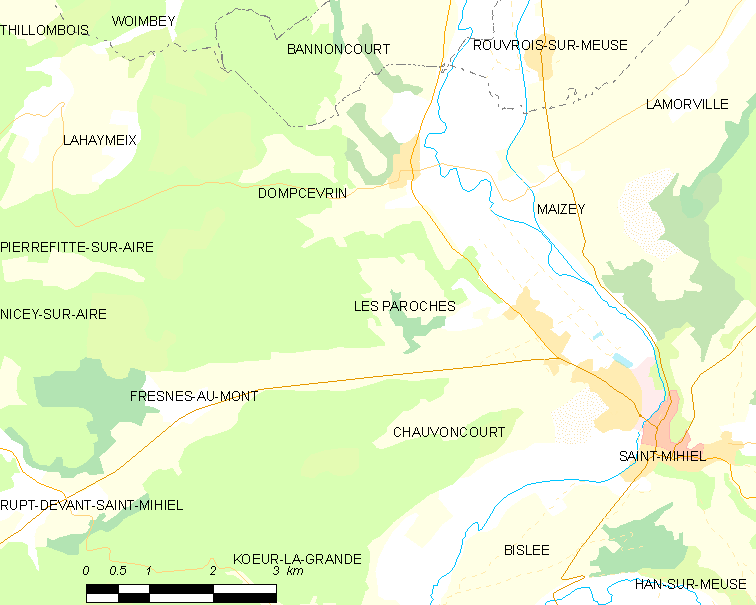
莱帕罗什的OSM定位图

莱帕罗什的时区为UTC+01:00、UTC+02:00（夏令时）。

## 行政
莱帕罗什的邮政编码为55300，INSEE市镇编码为55401。

## 政治
莱帕罗什所属的省级选区为圣米耶勒县。

## 人口

1962-2008年间莱帕罗什人口变化图示

莱帕罗什于2022年1月1日时的人口数量为415人。